# Hieracium marginellum
Hieracium marginellum es una especie de planta con flor del género Hieracium, de la familia Asteraceae, orden Asterales.

## Distribución
Hieracium marginellum se distribuye por Noruega y Suecia.

## Taxonomía
Fue descrita científicamente por Dahlst.